# Castro Rei
Castro Rei, antiga designação de Tarouca, foi um concelho medieval constituído pelas freguesias de:
- Lalim[2]
- Lazarim[3]
- Caria[4]
- Leomil[5]
- Rua[6]
- Tarouca[1]